# Редмонд (Вашингтон)
Редмонд (енгл. Redmond) град је у америчкој савезној држави Вашингтон. По попису становништва из 2010. у њему је живело 54.144 становника.

## Демографија
Према попису становништва из 2010. у граду је живело 54.144 становника, што је 8.888 (19,6%) становника више него 2000. године.
| Група             | 2000.          | 2010.          |
| Белци             | 34.593 (76,4%) | 33.049 (61,0%) |
| Афроамериканци    | 687 (1,5%)     | 924 (1,7%)     |
| Азијати           | 5.893 (13,0%)  | 13.733 (25,4%) |
| Хиспаноамериканци | 2.538 (5,6%)   | 4.214 (7,8%)   |
| Укупно            | 45.256         | 54.144         |